# Prosimulium travisi
Prosimulium travisi är en tvåvingeart som beskrevs av Stone 1952. Prosimulium travisi ingår i släktet Prosimulium och familjen knott. Inga underarter finns listade i Catalogue of Life.